# Nyctycia persimilis
Nyctycia persimilis är en fjärilsart som beskrevs av George Francis Hampson 1894. Nyctycia persimilis ingår i släktet Nyctycia och familjen nattflyn. Inga underarter finns listade i Catalogue of Life.